# Буяново (Ивановская область)
Буяново — деревня в Лухском районе Ивановской области. Входит в состав Тимирязевского сельского поселения.

## География
Находится в восточной части Ивановской области на расстоянии приблизительно 5 км на северо-запад по прямой от районного центра поселка Лух на левом берегу речки Возополь.

## История
В 1872 году здесь (тогда Юрьевецкий уезд Костромской губернии) было учтено 29 дворов, в 1907 году — 32.

## Население
Постоянное население составляло 151 человек (1872 год), 162 (1897), 162(1907), 2 в 2002 году (русские 100 %), 6 в 2010.